# Candilejas

Candilejas (Limelight) es una película de cine de 1952 con guion, producción, dirección y actuación de Charles Chaplin.

## Argumento
La trama se sitúa en Londres durante la Primera Guerra Mundial. Un veterano cómico llamado Calvero (Charles Chaplin), en plena decadencia y alcohólico, acoge en su casa a una joven atormentada a la que salva cuando esta se va a suicidar, intoxicada con gas. Tras el accidente, la muchacha sufre un trastorno psicológico que la hace creer que está paralítica. El cómico intentará que la joven Thereza (Claire Bloom) vuelva a caminar y recupere su afición por la danza.
Juntos consiguen que Terry, como la llaman los pocos allegados que le quedan, triunfe en el ballet unos pocos años después, pero Calvero siente que su tiempo ya ha pasado, como queda patente al ser rechazado por el público en su regreso a los escenarios.
Aunque Thereza profesa un gran amor por Calvero, él la rechazará por ser consciente de que una mujer joven no puede estar con alguien como él. Esta situación se agravará con la llegada del Capitán Neville, el joven pretendiente de Thereza.

## Análisis
Candilejas, última película que produjo Chaplin en Estados Unidos, es para algunos, por su sensibilidad y originalidad, su mejor película, aunque es, hasta el día de hoy, uno de sus filmes menos conocidos, debido a la censura impuesta en los EE. UU. por su anterior trabajo: Monsieur Verdoux.
Esta dramática situación, que lo llevó a que se refugiara en Europa, le motivó a realizar la película. Con marcados tintes autobiográficos, mucho simbolismo, un guion perfectamente redactado y una magistral banda sonora original, "Candilejas" destaca por la mezcla entre comedia y drama a lo largo del film.
Tan solo el título, ya rescata los orígenes artísticos de Chaplin en el teatro, a finales del siglo XIX. La relación entre Calvero y Thereza es una clara referencia al amor entre Chaplin y Oona, que escandalizó a la sociedad por sus casi cuatro décadas de diferencia. El filme, situado en Londres, en 1914, refleja la añoranza de Chaplin por su ciudad natal, justo antes de abandonarla en la Primera Guerra Mundial.
Esta película podría considerarse una despedida de dos grandes genios del cine mudo, Chaplin y Keaton, dioses del pasado que ceden resignados el relevo a las nuevas generaciones. Tiene por tanto un tinte autobiográfico, reflejado magistralmente en la escena donde Thereza es contratada como prima bailarina y Calvero queda solo en un escenario en el que se apagan una a una las luces, después de haber sido aceptado como de payaso de comparsa con un nombre falso.
La música de la película, compuesta por el propio Chaplin y arreglada por Ray Rasch y Larry Russell, es considerada entre las mejores partituras de la historia del cine. En 1973, veintiún años después, Chaplin recibió su único Oscar competitivo por esta magistral melodía, a los 83 años de edad.

## Adaptación teatral
El 11 de mayo de 2012, Candilejas tuvo su primera representación teatral en Lima (Perú) con dirección y adaptación de guion de Ariel Varela.

## Premios
11.ª edición de las Medallas del Círculo de Escritores Cinematográficos
| Categoría                 | Resultado |
| ------------------------- | --------- |
| Mejor película extranjera | Ganadora  |